# Gianfranco Leoncini
Gianfranco Leoncini (25. september 1939 - 5. april 2019) var en italiensk fodboldspiller (midtbane).
Leoncini spillede størstedelen af sin karriere hos Juventus i Torino. Her var han med til at vinde tre italienske mesterskaber og tre Coppa Italia-titler.
For det italienske landshold spillede Leoncini to kampe. Han var med i truppen til VM 1966 i England og spillede én af italienernes kampe i turneringen.

## Titler
Serie A
- 1959, 1960 og 1965 med Juventus

Coppa Italia
- 1960, 1961 og 1967 med Juventus